# Podmoskovnye večera (film)
Podmoskovnye večera (Подмосковные вечера) è un film del 1994 diretto da Valerij Todorovskij.

## Trama
Il film racconta di una donna che per la prima volta nella sua vita ha provato passione e di conseguenza è diventata incontrollabile.